# ديريك فليتشير
ديريك فليتشير هو سياسي كندي، ولد في 1951. حزبياً، نشط في الحرب الديمقراطي الجديد لأونتاريو. وقد انتخب عضو برلمان مقاطعة أونتاريو.